# Neogotische kapel (Beerse)

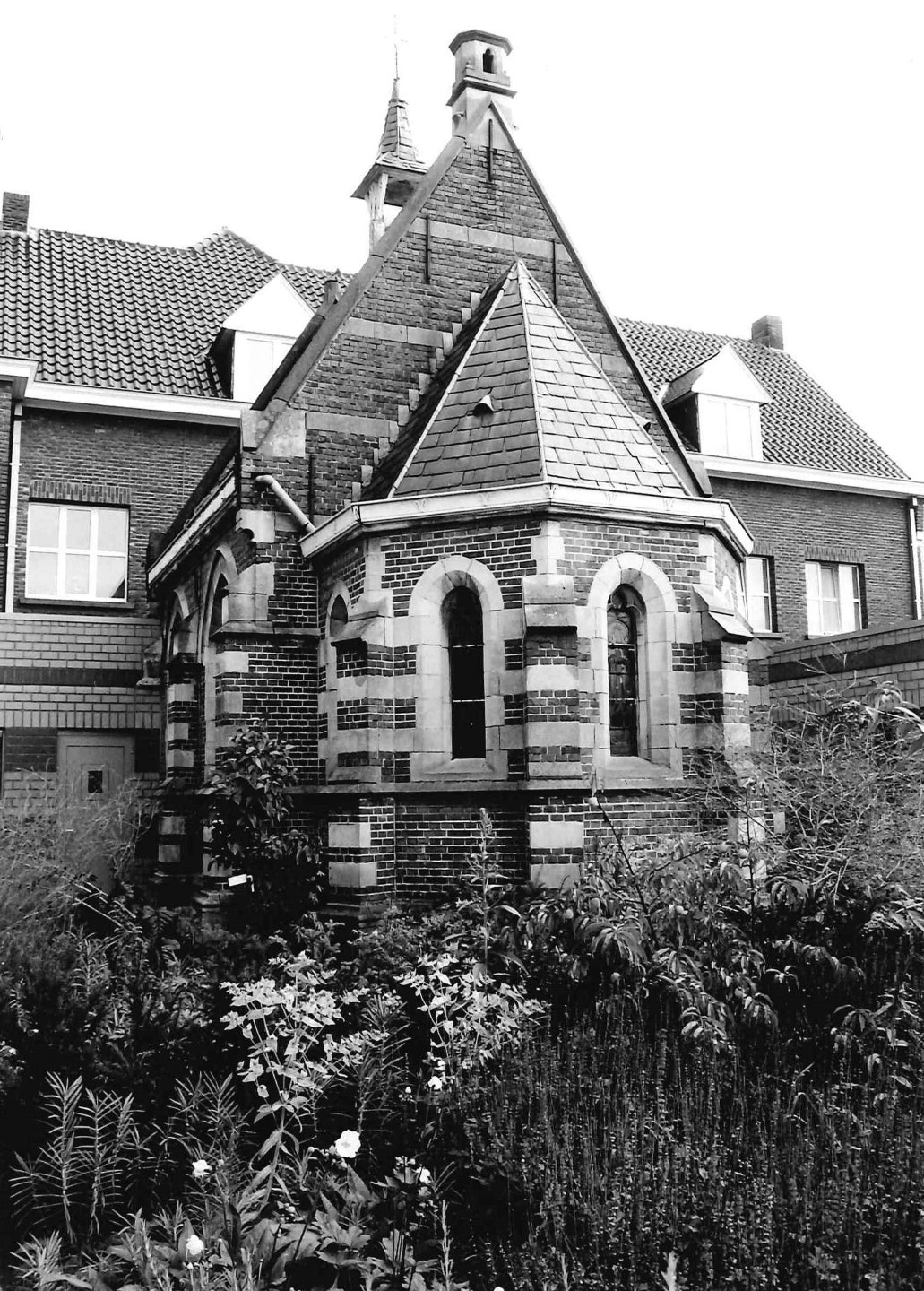
Neogotische kapel

De neogotische kapel is een kapel van een voormalig gasthuis in de Antwerpse plaats Beerse, gelegen aan Boudewijnstraat 2

## Geschiedenis
In 1898 werd een gasthuis opgericht aan de huidige Gasthuisstraat naar ontwerp van Pieter Jozef Taeymans. In 1902-1903 werd hiereen neogotische kapel aangebouwd in het verlengde van de entreehal.
Vanaf 1937 werd het gasthuis geleidelijk omgebouwd tot een bejaardenhuis. Ook in de jaren '50 en '90 van de 20e eeuw werden hiertoe ingrijpende verbouwingen uitgevoerd. De kapel bleef daarbij gespaard en werd in de nieuwbouw geïntegreerd.

## Gebouw
De neogotische kapel heeft een vijfzijdig afgesloten koor, dat lager is dan het schip. Op het dak bevindt zich een dakruiter. In het koor bevinden zich glas-in-loodramen. Het interieur wordt overkluisd door een spitstongewelf.